# Johanne Louise Schmidt
Johanne Louise Schmidt (født 16. oktober 1983 i Skanderborg) er en dansk skuespiller, der kendes som en del af Det Røde Rum, som er et kompagni underlagt Det Kongelige Teater. Igennem Det Røde Rum har hun bl.a. medvirket i den Reumert-vindende forestilling Metamorfoser, Hedda Gabler, Revolver-trilogien, Sonetter og mange flere. Hun har siden 2011 været fastansat ved Det Kongelige Teater.
Johanne Louise Schmidt medvirker i filmatiseringen af Jussi Adler-Olsens romanserie om Afdeling Q i filmene Fasandræberne fra 2014, Flaskepost fra P fra 2016, og Journal 64 fra 2018. Samt Ole Bornedals komedie Dræberne fra Nibe fra 2017 i rollen som Pernille.

## Filmografi
| År   | Film              | Rolle          |
| ---- | ----------------- | -------------- |
| 2014 | Fasandræberne     | Rose           |
| 2016 | Flaskepost fra P  | Rose           |
| 2017 | Dræberne fra Nibe | Pernille       |
| 2018 | Journal 64        | Rose           |
| 2019 | Undtagelsen       | Tess           |
| 2022 | Bamse             | Käte Jørgensen |
| 2023 | Synkefri          | Iben           |